# Cantó de Baigneux-les-Juifs
El cantó de Baigneux-les-Juifs és un cantó francès del departament de Costa d'Or, situat al districte de Montbard. Té 15 municipis i el cap és Baigneux-les-Juifs.

## Municipis
- Ampilly-les-Bordes
- Baigneux-les-Juifs
- Billy-lès-Chanceaux
- Chaume-lès-Baigneux
- Étormay
- Fontaines-en-Duesmois
- Jours-lès-Baigneux
- Magny-Lambert
- Oigny
- Orret
- Poiseul-la-Ville-et-Laperrière
- Saint-Marc-sur-Seine
- Semond
- Villaines-en-Duesmois
- La Villeneuve-les-Convers

## Història
| Data d'elecció                           | Identitat            | Partit                               | Qualitat |
| ---------------------------------------- | -------------------- | ------------------------------------ | -------- |
| 1945-1964                                | Marcel Aubry         | Divers droite                        |          |
| 1964-1976                                | Octave Jalquin       | Divers droite                        |          |
| 1976-1994                                | Dominique Languereau | Divers gauche, després divers droite |          |
| 1994-2008                                | Fernand Mousseron    | Divers gauche                        |          |
| 2008-                                    | Marc Frot            | MoDem, després NC                    |          |
| les dades anteriors no són pas conegudes |                      |                                      |          |
|                                          |                      |                                      |          |

## Demografia
| A partir de 1990: Població sense dobles comptes |